# 마법에 걸린 사랑
《마법에 걸린 사랑》(영어: Enchanted)은 2007년 미국의 실사 애니메이션 뮤지컬 판타지 로맨틱 코미디 영화이다. 월트 디즈니 픽처스가 제작 및 배급을 맡았고, 라이트 코스트 프로덕션스과 조지프슨 엔터테인먼트가 함께 참여하였다. 케빈 리마가 감독하고, 빌 켈리가 각본을 맡았다. 2007년 10월 20일 런던 영화제에서 첫 시사회가 진행되었으며 미국에서 2007년 11월 21일 개봉하였다.
이 영화는 디즈니 영화 중에서는 처음으로 부에나 비스타가 아닌 월트 디즈니 스튜디오 모션 픽처스에서 배급한 영화이다. 2007년 5월부터 부에나 비스타라는 이름을 잠정적으로 사용하지 않게 되면서 이후의 모든 디즈니 영화는 월트 디즈니 스튜디오 모션 픽처스라는 이름으로 배급하게 되었다.
영화의 줄거리는 전형적인 디즈니 공주인 지젤을 중심으로 전개되는데, 그녀가 전통 애니메이션 세계인 앤덜레이지아에서 실제 세계인 뉴욕시로 가게 되면서 생기는 사건들을 다루고 있다.
이 영화는 실사 영화 제작과 전통 애니메이션, CGI의 조합을 통해서 디즈니의 수많은 과거와 미래 작품들을 참고하면서 전통적인 월트 디즈니 애니메이션 클래식에 대한 경의와 자기 패러디를 표현하였다. 또한 2004년 디즈니에서 앞으로의 영화를 컴퓨터 애니메이션으로 전향한다는 결정 이후 처음으로 디즈니 장편 영화의 전통 애니메이션 귀환을 알렸다.
영화의 노래와 음악을 작곡한 앨런 멩컨과 노래의 가사를 쓴 스티븐 슈워츠는 과거 디즈니 영화에서 많은 노래를 작곡한 경험이 있다.
《마법에 걸린 사랑》은 비평가들에게 좋은 평가를 받았으며, 65회 골든 글로브상에서 두 부문, 80회 아카데미상에서는 세 부문의 수상 후보에 올랐다. 상업적으로도 큰 성공을 거두었으며, 전 세계 박스 오피스에서 3억 4천만 달러의 흥행 수익을 거두었다.

## 줄거리
무자비하고 타락한 너리사 여왕이 다스리는 애니메이션 동화 왕국 앤덜레이지아. 너리사는 의붓아들 에드워드 왕자가 진정한 사랑을 찾아내 결혼하면 왕위를 넘겨야만 한다. 너리사는 왕관을 사수하기 위해 충직한 신하 너새니얼을 시켜 에드워드를 데리고 다니며 트롤을 사냥하게 해 에드워드가 사랑을 할 겨를이 없게 한다.
그러나 숲에 살며 왕자님과의 행복한 결말을 꿈꾸던 지젤이 부르는 노래 소리를 들은 에드워드는 지젤을 찾아나선다. 너새니얼은 트롤 한 마리를 풀어 지젤을 죽이려 하지만 에드워드가 지젤을 구출하고 둘은 바로 서로에게 이끌려 다음날 결혼하기로 한다.
늙은 마녀로 변장한 너리사는 결혼하러 가던 지젤을 우물 안에 밀어넣는다. 지젤은 실사판 모습으로 변해 뉴욕 타임스 스퀘어로 이동한다. 여자친구 낸시에게 청혼할 생각인 이혼 전문 변호사 로버트는 거칠고 낯선 환경에서 겁에 질리고 어쩔 바를 몰라하는 지젤을 마주치고, 할 수 없이 집에 머물게 한다. 로버트의 어린 딸 모건은 지젤이 공주라고 생각한다.
에드워드는 지젤을 구하기 위해 다람쥐 핍과 우물로 뛰어들어 역시 실사판 모습으로 변하며 타임스 스퀘어로 이동한다. 핍은 실제 세계에선 말을 하지 못한다는 게 밝혀진다. 너리사는 너새니얼을 실제 세계로 보내 에드워드를 훼방 놓게 하고, 먹는 자는 누구나 12시 시계 종이 울릴 때까지 잠들었다가 바로 죽음에 이르는 독이 든 사과 세 알을 맡긴다.
낸시는 로버트 집을 찾아왔다가 지젤을 발견하고 둘이 바람폈다고 오해한다. 지젤은 새들을 시켜 꽃다발과 울워스 빌딩에서 열리는 가장 무도회 초대장을 보내 낸시가 마음을 풀게 한다. 에드워드는 끝내 로버트의 아파트에서 지내는 지젤을 찾아내고, 지젤은 로버트에게 배운대로 에드워드와 서로를 더 잘 알기 위한 데이트를 한다. 지젤과 에드워드는 무도회가 끝나면 앤덜레이지아로 함께 돌아가기로 한다.
너새니얼이 두 번이나 독살에 실패하자 너리사는 본인이 직접 실제 세계로 넘어온다. 지젤은 로버트와 춤을 춘 뒤 에드워드와 떠날 시간이 되자 로버트를 두고 가야한다는 생각에 매우 괴로워한다.
다시 늙은 마녀 모습으로 변장하고 나타난 너리사가 독이 든 마지막 사과를 건네며 로버트와의 추억을 잊게 도와줄 거라고 속이자 지젤은 한 입을 깨물어 먹고 곧 깊은 잠에 빠져든다. 너리사가 지젤을 데리고 달아나려고 하자 에드워드가 이를 막는다. 너리사가 자신을 조금도 생각해주지 않는다는 걸 깨달은 너새니얼은 너리사의 음모를 밝히고 그간의 행동을 사과한다.
로버트는 진정한 사랑의 입맞춤만이 사과의 저주를 깰 수 있다는 걸 깨닫는다. 그러나 에드워드의 입맞춤은 지젤을 깨우지 못한다. 12시를 알리는 시계 종이 울리는 가운데 에드워드와 낸시가 로버트에게 해보라고 재촉하자 로버트는 입을 맞추고 지젤이 깨어난다.
분노한 너리사는 용으로 변해 로버트를 인질로 삼는다. 지젤은 에드워드의 검을 쥐고 고층 건물 꼭대기까지 너리사를 쫓는다. 핍의 도움으로 너리사가 추락해 사망한 뒤 지젤이 떨어지는 에드워드를 구하고 두 사람은 그대로 옥상에서 입을 맞춘다.
에드워드와 낸시는 사랑에 빠져 앤덜레이지아에서 결혼한다. 너새니얼은 뉴욕에서, 핍은 앤덜레이지아에서 각자 실제 세계 경험을 토대로 자서전을 쓴다. 로버트, 모건과 뉴욕에서 행복한 가정을 꾸린 지젤은 패션 디자인 사업을 시작한다.

## 출연
- 에이미 애덤스 - 지젤 역
- 패트릭 뎀프시 - 로버트 필립 역
- 제임스 마즈든 - 에드워드 왕자 역
- 티머시 스폴 - 너새니얼 역
- 이디나 멘젤 - 낸시 트러메인 역
- 레이철 커비 - 모건 필립 역
- 수전 서랜던 - 너리사 여왕 역
- 제프 베넷 - 핍 역 (목소리)
  - 케빈 리마 - 실제 세계 핍 역 (목소리)
- 틸라 던 - 토끼 역 (목소리)
- 프레드 태터쇼어 - 트롤 역 (목소리)
- 페이지 오하라 - 앤절라 역
- 주디 쿤 - 임부 역
- 존 로스먼 - 칼 역
- 조디 벤슨 - 샘 역
- 토냐 핑킨스 - 피비 뱅크스 역
- 아이제이아 휘틀록 주니어 - 이선 뱅크스 역
- 말런 손더스 - 칼립소 가수 역
- 존 매클로플린 - 무도회 가수 역
- 프랭크 웰커 - 데스티니 역
- 줄리 앤드루스 - 해설

## 제작
감독 케빈 리마는 디즈니 프린세스 중 백설공주, 신데렐라, 오로라, 에리얼을 조합해 지젤의 인물성을 창조했다고 밝혔다. 또한 너리사 여왕은 디즈니 빌런 중 《백설 공주와 일곱 난쟁이》(1937)의 사악한 왕비와 《잠자는 숲속의 미녀》(1959)의 멀레피선트에게서 영감을 받았다. 한편 이디나 멘젤이 연기한 낸시 트러메인의 성은 《신데렐라》(1950)의 계모 레이디 트러메인에게서 따온 것이다.